# 鄭可 (越南)
鄭可（越南语：／，1403年—1451年）即黎可（越南语：／）。越南後黎朝初期大臣。黎太祖的重要謀士和武將，黎初功臣九十三人之一。

## 生平
鄭可为永寧縣金杯人:461。其父鄭倦是當地農民。鄭可十八歲時，在田地里耕種放牧，某日在寺門小憩，鎮守西都城的明將來到金杯，遇到了鄭可，十分喜歡鄭可的容貌，將其收養為奴隸。過了不久，明朝官員認為鄭可相貌不凡，擔心將來驅逐明朝，於是想要加害鄭可。鄭可逃走，明軍將其父投入河中。鄭可埋葬其父後，投奔黎利。

### 藍山起義
永樂十四年（1416），鄭可參與了隴崖會誓，成為黎利起義軍的核心將領之一。永樂十六年（1418），皇陵之變，鄭可與裴備從明軍的守中奪回了靈車。黎利起義期間，鄭可通曉老撾語，遂為黎利出使老撾，說服老撾國王暗中支持黎利。在與明軍的戰鬥中，鄭可衝鋒陷陣，拜為太監。宣德元年（1426），鄭可與黎篆率兵二千出天關，征服廣威、嘉興、三帶、臨洮、宣光五路，進逼東關城。先於寧橋擊敗明軍，又於車轆橋擊敗成山侯王通的援軍。黎利從清化來攻東關城，命鄭可攻打三江城，拜為少尉。宣德二年（1427），鄭可鎮守梨花關，成功阻擊了來自雲南的明軍。

### 黎朝建立
順天元年（1428），黎利建立後黎朝，鄭可官至紫金榮祿大夫左麟虎衛上將軍，賜金魚帶銀符，上輕車都尉。

順天二年（1429），定開國功臣九十三人，鄭可封縣侯。

### 擅權
1433年黎利逝世後，黎察奉命輔佐年幼的嗣君黎太宗。黎察執政後不斷剷除政敵，不少昔日的功臣被殺（如范文巧），其他一些功臣則外放到地方擔任官員。鄭可也被驅逐，貶為地方官。
1438年，黎太宗成年，但他卻發現黎察絲毫沒有交還大權的意圖。於是黎太宗與鄭可結為同盟，召鄭可入京，任命鄭可統領禁軍。在鄭可的幫助下，黎太宗宣佈黎察謀反，將黎察逮捕並賜死。不久以後，黎銀也遭免職，鄭可獨攬大權。
鄭可官拜太監參知政事兼少尉，成為政事院的首腦。在接下來的四年裡，鄭可陰謀剷除異己，以擴大自己的政治勢力。然而鄭可卻失敗了，在1442年黎太宗逝世後，鄭可從權力頂峰跌落了下來。

### 失勢
黎太宗死後，年幼的黎仁宗繼位。皇太后阮氏英把持朝政。雖然阮氏英很年輕，但卻野心勃勃。阮氏英試圖通過聯合阮熾、丁列等人剷除權臣鄭可。
在此期間越南政治並不活躍，但曾先後向明朝派遣了六個外交使團，其中一些使團提到了占城曾多次騷擾邊境。1446年，鄭可遣軍襲擊了占城。這次戰爭越南獲得了勝利，次年攻佔了占城首都，俘虜了占城國王摩訶賁該。
隨著時光的流逝，阮氏英太后同鄭可的矛盾越來越尖銳。太后在一些太學生的支持下，試圖像明朝一樣讓太學生執掌政權。但執政的鄭可為了鞏固自己的地位，阻撓太后的改革。最終太后在1451年處死了鄭可，同時被殺的還有鄭可的長子。
後世的權臣鄭檢自稱是鄭可的後裔。